# Апельт, Эрнст Фридрих
Эрнст Фридрих Апельт (нем. Ernst Friedrich Apelt; 1812—1859) — известный немецкий философ

, астроном и предприниматель XIX века.

## Биография
Эрнст Фридрих Апельт родился 3 марта 1812 года в германском городке Рейхенау (ныне Богатыня, Польша) близ Циттау в семье местного предпринимателя.
После получения среднего образования изучал философию в Йенском и Лейпцигском университетах. Позднее состоял сперва доцентом, а затем профессором философии и математики в университете Йены.
После смерти немецкого философа Якоба Фридриха Фриза (1843), учеником которого он считался, Эрнст Фридрих Апельт стал одним из главных последователей его философской школы. После смерти отца возглавлял семейный бизнес.
Согласно Энциклопедическому словарю Брокгауза и Ефрона: «Наиболее важным трудом Апельта считается его „Theorie der Induktion“ (Лейпциг, 1854)».
Эрнст Фридрих Апельт скоропостижно скончался 27 октября 1859 года в своем имении в Верхней Лужице.

## Семья
- Супруга: Эмили Отто (1823—1895)
- Старший сын: Отто[нем.] (1845—1932) — филолог и переводчик Платона
- Младший сын: Карл Александр (1847—1912) — юрист
- Внук (сын последнего): Виллибальт[нем.] (1877—1965) — министр внутренних дел Саксонии (1927–1929).

## Избранная библиография
Наиболее заметные труды Эрнста Фридриха Апельта:

### Философия
- Die Theorie der Induktion. — Leipzig, 1854
- Metaphysik. — Leipzig, 1857.
- Religionsphilosophie. — Leipzig, 1860.
- Die Epochen der Geschichte der Menscheit. — 2 т. — Йена, 1845—1846 (2 изд.: 1852).
- Wie muss das Glaubens-bekenntniss beschaffen sein, das zur Vereinigung aller Konfessionen führen soll?
- Religionsphilosophie. — Leipzig, 1860.

### Астрономия
- Die Epochen der Geschichte der Menschheit. — Йена, 1845—1846.
- Johann Keplers astronomische Weltansicht. — Leipzig, 1849.
- Die Reformation der Sternkunde. — Йена, 1862.
- Parmenidis et Empedoclis doctrina de mundi structura. — Йена, 1857.